# Einar Selvik
Einar Selvik (Bergen, 1979) - artiestennaam Kvitrafn - is een Noorse muzikant. Hij was in 2003 medeoprichter van het Noorse folkproject Wardruna en van 2000 tot 2004 drummer van blackmetalband Gorgoroth. Kvitrafn en Wardruna's muziek is ook gebruikt in de tv serie Vikings (televisieserie) ook verschijnt Kvitrafn als acteur in de serie.. In 2016 bracht Einar samen met Ivar Bjørnson van Noorse band Enslaved de cd Skuggsjá a piece for mind and mirror uit, in 2018 vervolgd met Hugsjá.
- Gemeinsame Normdatei: 1231572078
- International Standard Name Identifier: 0000 0001 3196 5794
- Library of Congress Control Number: no2018001592
- MusicBrainz: 03abd6e3-5da8-4ee1-b504-319f72a3d3a5
- Virtual International Authority File: 1352150470086304330002